# Heinrich Johannes Möller

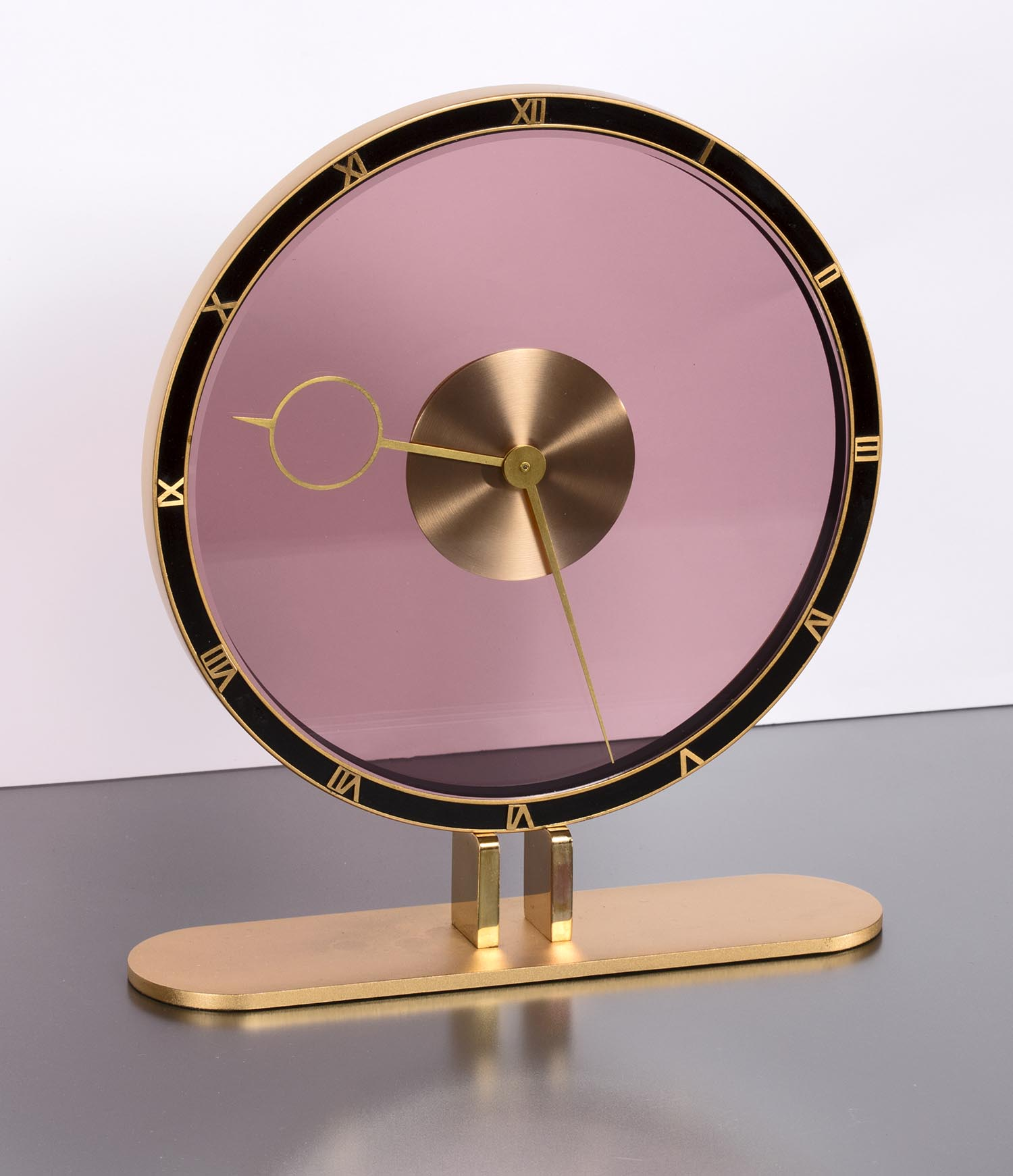
Typische Kienzle-Stiluhr, Mitte der 1930er Jahre

Heinrich Johannes Möller (* 21. April 1905 in Wiesbaden; † 21. Februar 1983 in Villingen-Schwenningen) war ein deutscher Uhrengestalter, vor allem für die Firma Kienzle.

## Leben
Möller erlernte von 1920 bis 1922 das Schreinerhandwerk bei Heinrich Roth in Lauterbach (Hessen). Die Gesellenprüfung legte er am 5. Mai 1923 erfolgreich ab. Nach weiteren drei Jahren Berufspraxis besuchte er von November 1926 bis April 1927 die Fachschule für Tischler in Blankenburg (Harz). Diese Privatschule bereitete Berufspraktiker auf leitende Aufgaben in einem (holzverarbeitenden) Betrieb vor. Möller besuchte neben fachlichen Kursen in Entwurf und Zeichnung auch kaufmännische Kurse in Buchführung und Kalkulation.
Anschließend stellte die Deutsche Uhrenfabrik A.-G. (DUFA) in Mühlhausen/Thüringen den 22-Jährigen als Designer an. Er war dort für die Gestaltung neuzeitlicher Gehäuse und für die Konzeption der Ausstellungsräume verantwortlich. In der Weltwirtschaftskrise Ende der 1920er Jahre geriet die DUFA wie viele andere Uhrenfirmen in ernsthafte Probleme. 1931 übernahmen die Kienzle-Uhrenfabriken in Schwenningen die Herstellung der DUFA-Uhren. 
Beim Zusammenschluss beider Firmen wurde Heinrich Möller zum Leiter des Architektur- und Entwurfsbüros von Kienzle ernannt. Möller entwarf Uhren, war für die Gesamtkonzeption der Kollektion und darüber hinaus für die Innenarchitektur der Präsentationsräume und Messestände verantwortlich. 1937 erteilte ihm Kienzle die Handlungsvollmacht und 1949 die Prokura.
Nach 39 Jahren Betriebszugehörigkeit bei Kienzle trat Möller 1970 in den Ruhestand. Er verstarb am 21. Februar 1983 und wurde auf dem Friedhof in Bad Dürrheim beigesetzt.

## Wirken bei Kienzle
Als Heinrich Möller 1931 zu Kienzle kam, traf er auf eine Firma im Aufbruch. Kienzle versuchte, sich gegenüber anderen Mitbewerbern als Qualitätsmarke zu positionieren und intensivierte die Ausrichtung auf gutes Design, hochwertige Materialien und solide Verarbeitung. 1932 erhielt die Firma beim Designwettbewerb der Gesellschaft für Zeitmesskunde und Uhrentechnik die Hälfte aller Preise. 
Ab 1935 wurde das Augenmerk verstärkt auf Designelemente gelegt. Zu den typischen Kienzle-Elementen dieser Zeit gehörte eine sachliche Gestaltung der Uhren, die weitgehend ohne Ornamente auskam. Die Zifferblätter wiesen charakteristische, meist eher klein gehaltene Ziffern in wenigen Standardschriften auf. Die Triennale in Mailand 1940 honorierte die Entwürfe des Entwurfsbüros Möller mit einer Goldmedaille. 1942 war Kienzle in der Ausstellung „Formschönes Gebrauchsgut für den Export“ vertreten. 

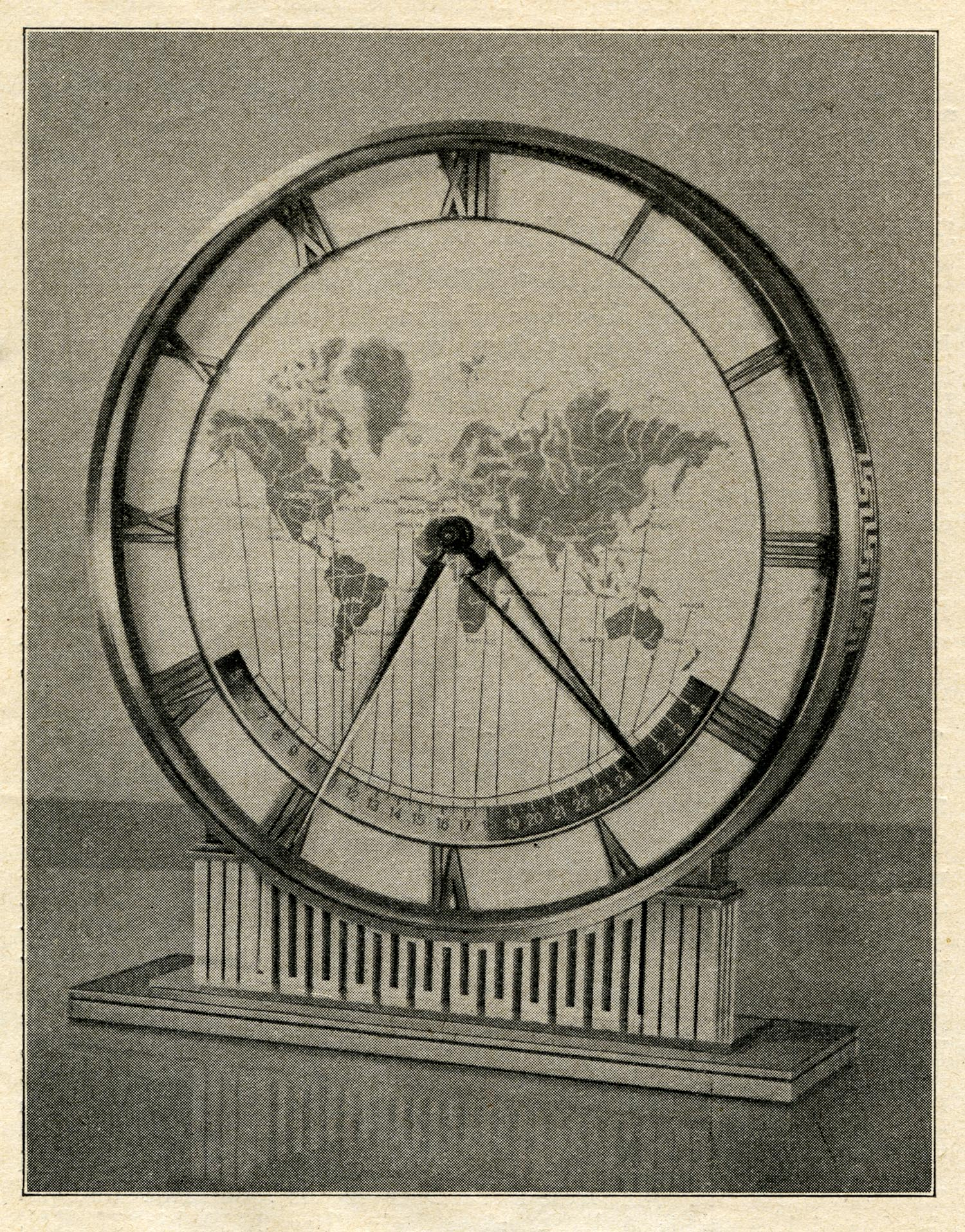
Weltzeituhr, Geschenk zu Adolf Hitlers 50. Geburtstag, 1939

1939 entwarf Heinrich Möller eine Weltzeituhr als offizielles Geschenk des Gaues Württemberg zum 50. Geburtstag von Adolf Hitler. Sie war mit einem wuchtigen Sockel und einem Mäander aus Hakenkreuzen ausgestattet und zeigte Deutschland als Mittelpunkt der Welt. Die Uhr erwies sich nach einer Umgestaltung in leicht veränderter Form als ein Dauerbrenner des Unternehmens, welcher von 1956 bis zum Bankrott der Firma 1996 durchgehend zu kaufen war.
Nach dem Zweiten Weltkrieg verloren die Kienzle-Uhren ihre stilbildende Rolle und folgten aktuellen (internationalen) Stiltendenzen, sei es Neoklassizismus, „Gelsenkirchener Barock“, den organischen Formen der 1950er und den eher nüchternen des „internationalen Stils“ der 1960er Jahre. 1954 war Kienzle in der Ausstellung „Gute Industrieform“ vertreten. Die Sonderschauen der Hannover-Messe 1962 bis 1964 zeigten Kienzle-Uhren ebenso wie 1963 das „Zentrum Form“ des Landesgewerbeamtes Baden-Württemberg und die Mailänder Triennale von 1964.

## Bedeutung
Anders als beispielsweise Max Bill oder Richard Sapper war Möller kein Künstler oder selbständiger Designer, den Uhrenfabriken oder Firmen für hochwertigen Wohnbedarf beauftragten. Möller begann seine Arbeit, als sich das akademische Berufsbild des Designers gerade erst herausbildete. Er selbst hatte noch eine Handwerksausbildung mit Zusatzqualifikationen im Möbelentwurf und der industriellen Fertigung durchlaufen. Möller stand so an einer Epochenschwelle. In seinem Berufsverständnis war Möller noch ganz traditionell angestellter Musterzeichner mit betriebswirtschaftlichen Kenntnissen, seine Uhrenentwürfe zeigten jedoch als erste eine moderne Designauffassung. 